# آرون پوری
آرون پوری (انگلیسی: Aroon Purie؛ زادهٔ ۱۹۴۴) کارآفرین و روزنامه‌نگار اهل هند است، که در سال ۱۹۷۵ گروه ایندیا تودی را تأسیس کرد.